# San Giovanni in Galdo
San Giovanni in Galdo est une commune italienne de la province de Campobasso, dans la région Molise.

## Histoire
- Temple italique de San Giovanni in Galdo

## Administration
| Période                                  | Période | Identité | Étiquette | Qualité |
| ---------------------------------------- | ------- | -------- | --------- | ------- |
|                                          |         |          |           |         |
| Les données manquantes sont à compléter. |         |          |           |         |

### Communes limitrophes
Campobasso, Campodipietra, Campolieto, Matrice (Italie), Monacilioni, Toro

## Histoire
En 1713 ce village était la possession de l'abbaye Sainte-Sophie de Bénévent